# Ettore Majorana

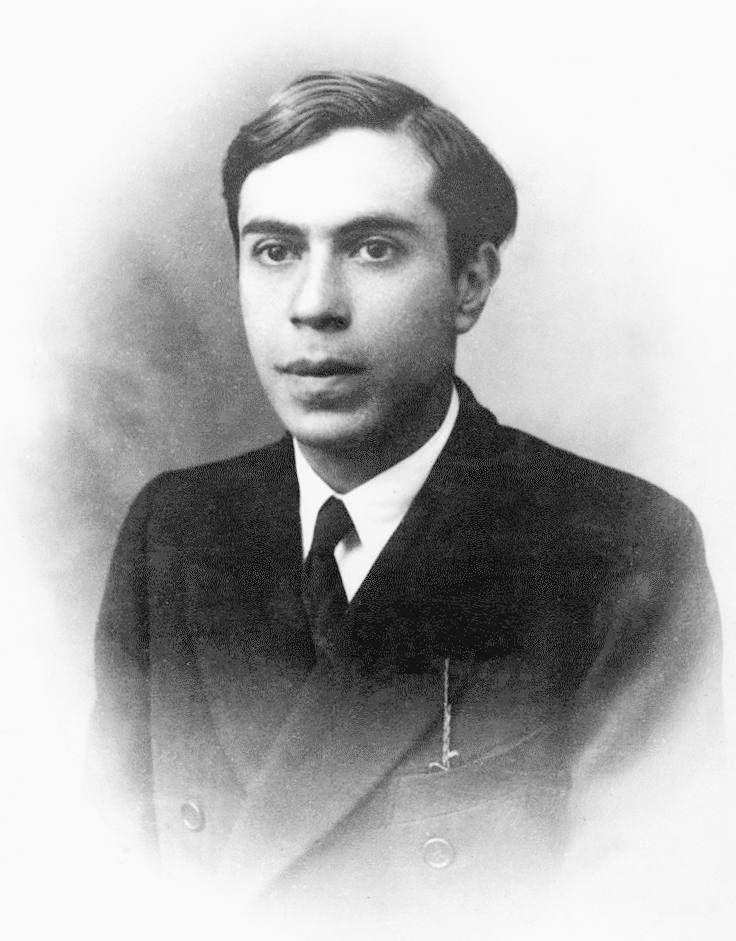
Ettore Majorana (1930er Jahre)

Ettore Majorana (* 5. August 1906 in Catania, Sizilien; verschollen Ende März 1938) war ein italienischer Physiker.
Seine wichtigsten Arbeiten beschäftigten sich mit der Kernphysik und relativistischen Quantenmechanik, mit Anwendungen insbesondere in der Theorie der Neutrinos. Sein Verschwinden im Frühjahr 1938 löste bis heute anhaltende Spekulationen über einen möglichen Suizid und seine Motive aus.
Nach ihm sind die Majorana-Fermionen und der Chip „Majorana 1“ für Quantencomputer benannt.

## Leben

### Kindheit und Jugend
Ettore Majorana wurde in Catania geboren und besuchte dort die Schule. Schon als kleines Kind galt er als Wunderkind im Rechnen – Besuchern der Familie führte diese gern Proben seines Könnens vor, wobei sich Majorana meist zum Nachdenken unter einen Tisch verkroch. Nach dem Umzug der Familie nach Rom besuchte er dort das Liceo Torquato Tasso. Er übersprang eine Klasse und legte 1923 das Abitur ab. Er begann ein Studium an der ingenieurwissenschaftlichen Fakultät der Universität Rom. 1927 bemühte sich der spätere Nobelpreisträger Emilio Segrè, Majorana zu einem Wechsel an das von Enrico Fermi neu gegründete Institut für Experimentelle Physik zu überreden. Nach einem Gespräch mit Fermi wechselte Majorana an dessen Institut, an dem er 1929 sein Examen mit einer Arbeit aus dem Bereich der Kernphysik ablegte. In diese Zeit fällt auch seine Korrespondenz mit Quirino Majorana, dessen Neffe er war.

### Studium und erste Arbeitsgruppe bei Fermi
Er trat der berühmten Forschungsgruppe um Enrico Fermi bei, den „ragazzi di via Panisperna“. Ihr gehörten neben anderen die Theoretiker Gian-Carlo Wick, Ugo Fano, Giovanni Gentile, Giulio Racah sowie die Experimentatoren Franco Rasetti, Giuseppe Cocconi, Emilio Segrè, Edoardo Amaldi und Bruno Pontecorvo an. Majorana beschäftigte sich vor allem mit den Schriften von Paul A. M. Dirac, Werner Heisenberg, Wolfgang Pauli, Hermann Weyl und Eugene Paul Wigner. Fermi beeindruckte er gleich bei der ersten Begegnung mit einer analytischen Lösung einer nichtlinearen Gleichung in der Thomas-Fermi-Theorie, für deren numerische Lösung Fermi selbst Wochen gebraucht hatte. Daneben war Majorana schon seit Kindertagen ein Meister im Kopfrechnen. Niemand in der Gruppe um Fermi machte sich die Mühe, einen Rechenschieber zu benutzen, wenn Majorana in der Nähe war. Fermi urteilte über ihn, dass „niemand in der Welt ein einmal gestelltes Problem besser lösen könne“ als Majorana, und stellte ihn später auf eine Stufe mit Physikern wie Galileo oder Newton. In der Fermi-Gruppe charakterisiert ihn Laura Fermi so: „Majorana, dunkeläugig und von spanischem Aussehen, der sich nie mit einem ersten mathematischen Beweis zufriedengab, sondern jede Untersuchung tiefer und tiefer trieb […] wurde Großinquisitor genannt“. Am 12. November 1932 legte er die Prüfung in la libera docenza in fisica teorica ab, bei der ihm die Prüfungskommission unter Enrico Fermi, Antonino lo Surdo und Enrico Persico eine vollständige Beherrschung der theoretischen Physik („una completa padronanza della fisica teorica“) bescheinigte. Da er ein Einzelgänger-Typus war, arbeitete er auch in seiner Zeit am Institut überwiegend für sich allein. Laura Fermi erzählte, dass er häufig neue Entdeckungen (auch von größter Wichtigkeit) morgens auf der Straßenbahnfahrt zum Institut auf Zigarettenschachteln oder Ähnliches kritzelte, die Aufzeichnungen dann aber nach mündlichem Vortrag gleichgültig fortwarf und nicht mehr darauf zurückkam. Am Anfang beschäftigte er sich vor allem mit Problemen der Anwendung der Quantenmechanik in der Atom- und Molekularphysik.

### Reise durch Europa
Im Winter 1932/33 lernte er den amerikanischen Quantenphysiker Eugene Feenberg (1906–1977) von der Harvard University kennen, mit dem er durch Europa reiste, zunächst nach Leipzig. Wegen der bedrohlichen Lage in Deutschland mit Beginn des Nationalsozialismus wurde Feenberg von seiner Universität zurückberufen. In seinem halben Jahr in Leipzig 1933 lernte Majorana Heisenberg kennen und besuchte dessen Seminare. Auf Anregung Heisenbergs veröffentlichte er seine Arbeit über Kernphysik in der Zeitschrift für Physik. Majorana reiste weiter nach Kopenhagen und lernte dort Niels Bohr kennen.

### Vereinsamung
1933 kehrte er gesundheitlich angeschlagen nach Rom zurück. Er war zwar noch Mitglied der Universität, arbeitete aber meist zu Hause. Er befasste sich neben der Physik mit Wirtschaftspolitik, der Flottenpolitik verschiedener Länder sowie Problemen des Schiffbaus. In dieser Zeit wandte er sich wieder der Philosophie zu, vor allem den Schriften Schopenhauers. Er mied den Kontakt zu Freunden wie Amaldi und seinem Bruder Luciano, vernachlässigte sein Äußeres und verließ sein Haus kaum noch.

### Professur
In der Physik publizierte er nach 1933 nur noch eine Arbeit über eine Symmetrische Theorie von Elektron und Positron, nämlich 1937 auf Drängen seiner Freunde aus Anlass eines Wettbewerbs um einen Professorenposten. Die Arbeit hatte er bereits 1933 abgeschlossen. Nach Ansicht des sizilianischen Autors Leonardo Sciascia kam die Bewerbung Majoranas völlig überraschend. Die Professorenstellen waren schon vorher in der Reihenfolge Wick, Racah, Gentile verteilt worden. Dem Vater Gentiles, einem bekannten und den Faschisten nahestehenden Philosophen, gelang es, den „Wettbewerb“ so zu gestalten, dass Majorana vorher zum Professor an der Universität Neapel ernannt wurde. 1937 erfolgte die Ernennung. Er zog nach Neapel, lebte aber seinem scheuen Charakter entsprechend wie schon in Rom sehr zurückgezogen. Er wurde von Magengeschwüren gepeinigt und ernährte sich fast nur von Milch. Zwar hielt er weiterhin Vorlesungen, doch konnten ihnen wegen des abgehobenen Niveaus nur wenige seiner Studenten folgen.

### Verschwinden

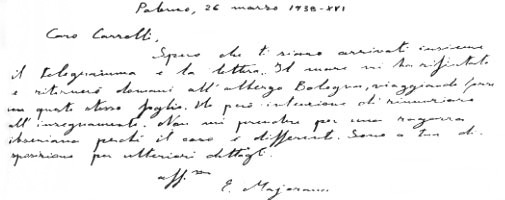
Brief Majoranas an Carrelli vom 26. März 1938

1938 schrieb er aus Palermo in einem nicht erhaltenen Brief an seinen Freund Antonio Carrelli, den Direktor des Physik-Instituts in Neapel, dass er das Leben im Allgemeinen und seines im Besonderen völlig nutzlos finde. Er habe sich zu einer Entscheidung durchgerungen, die „unausweichlich und ohne jedes bißchen Egoismus sei“. Weiter entschuldigte er sein plötzliches Verschwinden (scomparsa) und äußerte die Hoffnung, man werde ihn in Erinnerung behalten, wenigstens bis zu diesem Abend um 11 Uhr und möglicherweise auch später. Den Brief widerrief er allerdings in einem Telegramm an Carrelli aus Palermo am 25. März. Das Meer habe ihn abgewiesen, teilte er darin mit. In einem im Hotel hinterlegten Brief an seine Angehörigen schrieb er, sie sollten nicht länger als drei Tage trauern. Die Briefe werden zitiert bei Sciascia.
Äußerst beunruhigt über diesen Brief alarmierte Carrelli Fermi, der Majoranas Bruder verständigte. Dieser flog sofort nach Palermo, wohin Majorana mit dem Postschiff von Neapel am 25. März gegen halb elf Uhr abends ausgelaufen war. Laut dem polizeilichen Untersuchungsbericht bestieg Majorana noch am 26. März das Postschiff von Palermo zurück nach Neapel. Die Rückfahrkarte wurde abgegeben. Allerdings konnten Mitreisende wie Professor Strazzeri ihn nicht eindeutig identifizieren. Eine Krankenschwester, die ihn sehr gut kannte, glaubt, ihn auch noch später in Neapel gesehen zu haben, und ein ihm ähnlich sehender Mann soll bei einem Jesuitenabt um Aufnahme gebeten haben. Danach verloren sich seine Spuren. Kurz vor seinem Verschwinden hatte er die Manuskripte seiner laufenden Vorlesungen seiner Studentin Gilda Senatore übergeben und sein gesamtes Geld abgehoben, das heute (Stand 2024) einen Wert von etwa 15.147 Dollar hätte. Seinen Pass hatte er bei sich.
Das Verschwinden des berühmten Physikers löste eine große polizeiliche Suchaktion aus. Seine Familie setzte eine große Geldsumme für Hinweise auf sein Verbleiben aus. Sogar der Vatikan wurde eingeschaltet, da die Familie sein Untertauchen in einem Kloster für möglich hielt. Geblieben sind nur Vermutungen und Spekulationen, wie sie zum Beispiel Leonardo Sciascia in seinem Buch anstellt. Demnach tauchte Majorana in einem süditalienischen Kloster unter, da er moralische Verwicklungen durch die Entwicklung der Atombombe vorhersah. Diese These wies Amaldi 1975 in L’Espresso energisch zurück. Recami vertrat die Auffassung, Majorana sei in Argentinien untergetaucht, und zitiert Zeugen, die Tullio Regge nach einem Interview für glaubwürdig hält. Ein Motiv dafür sah Recami in Majoranas Wunsch, dem starken Einfluss seiner Mutter zu entgehen. Als weiteres Motiv Majoranas für sein Verschwinden wird ein langjähriger Mordprozess gegen einen Onkel, der sich zu einem Justizskandal entwickelte, diskutiert. Sciascia bezweifelt aber einen Einfluss dieses Falles. – Über dieses Thema wurde ein deutschsprachiger TV-Dokumentarfilm gedreht.
Der Physiker Francisco Guerra und die Physikhistorikerin Nadia Robotti kamen 2013 aufgrund von ihnen neu gefundener Dokumente (unter anderem ein Stipendium für einen Jesuiten-Missionar, das die Familie 1939 stiftete) zu dem Schluss, dass Majorana mit hoher Wahrscheinlichkeit vor September 1939 starb, allerdings nicht unmittelbar nach seinem Verschwinden im März.

### Einstellung der Ermittlungen der römischen Staatsanwaltschaft 2015 und Berichte einer Sichtung in Venezuela
2008 veröffentlichte ein nach Venezuela ausgewanderter und inzwischen verstorbener Automechaniker namens Francesco Fasani ein Buch unter dem Titel „Chi l’ha visto?“ (Wer hat ihn gesehen?). Dort berichtet der Autor, er habe Ettore Majorana in den 1950er Jahren in Valencia (Venezuela) unter dem Namen Bini kennen gelernt. Danach lebte Majorana aus freien Stücken von 1955 bis 1959 in Valencia. Fasani bezeugte weiter, er habe damals mündlich erfahren, dass Bini anders heiße und ein sehr berühmter italienischer Wissenschaftler sei. Es gibt auch ein Foto von Fasani mit Bini. Aufgrund dieses Fotos nahm die Staatsanwaltschaft in Rom im März 2011 die Ermittlungen wieder auf und teilte am 4. Februar 2015 mit, dass ein Fotovergleich gute Übereinstimmung der anatomischen Eigenheiten des Gesichts von Bini mit denen von Majorana zeige. Fasani gab außerdem an, im Auto von Bini-Majorana eine Postkarte gefunden zu haben, die Majoranas Onkel, der Physiker Quirino Majorana, 1920 an W. G. Conklin geschrieben habe. Die Staatsanwaltschaft stellte daraufhin weitere Ermittlungen zu Majoranas Verschwinden ein. Der italienische Physiker Antonino Zichichi bezweifelt die Identifizierung und hält auch weiterhin ein Untertauchen Majoranas in einem italienischen Kloster für am wahrscheinlichsten. Er will das vom Bischof von Trapani erfahren haben, als dieser in den 1960er Jahren regelmäßiger Gast im Centro Ettore Majorana in Erice war. Er habe ihm anvertraut, der Beichtvater von Majorana gewesen zu sein.

## Werk
Seine frühen Arbeiten zur Atom- und Molekülphysik sind durch Verwendung von Symmetrieprinzipien und engen Kontakt zu experimentellen Daten gekennzeichnet. Die Arbeit In variablen magnetischen Feldern angeordnete Atome  untersucht den Majorana-Brossel-Effekt und fand Anwendung in Experimenten zum spin-flip von Neutronen durch Isidor Isaac Rabi und Felix Bloch Mitte der 1940er Jahre.
In seiner Leipziger Arbeit Über die Kerntheorie  verallgemeinerte Majorana, der schon vor Chadwicks Entdeckung den Aufbau der Kerne aus Protonen und Neutronen vermutete, Heisenbergs Austauschwechselwirkung und konnte die Sättigung der Bindungsenergie in leichten Kernen zeigen, ohne wie Heisenberg auf eine kurzreichweitige Abstoßung zurückzugreifen. Deren Vorhandensein wurde erst in den 1950er Jahren bestätigt.
Seine letzte veröffentlichte Arbeit von 1937, Symmetrische Theorie von Elektron und Positron  legt mit der reellen Majorana-Form der Dirac-Matrizen die Basis für zahlreiche nach ihm in der Elementarteilchenphysik benannte Konzepte wie Majorana-Spinor und Majorana-Fermion, Majorana-Neutrino und Majorana-Masse. Tatsächlich schlug Majorana ausdrücklich vor, Neutrinos durch seine Gleichungen zu beschreiben. Ein historischer Aspekt dieser Arbeit ist die Absage an die Diracsche Löchertheorie, in der Positronen als Löcher im Bild des Vakuums als Dirac-See unendlich vieler mit Elektronen besetzter Zustände negativer Energie interpretiert wurden.
Aufgrund seines zurückhaltenden, sich selbst genügenden Wesens publizierte Majorana nur wenig und häufig nur nach intensivem Drängen. Neben seinen neun veröffentlichten Arbeiten werden seit den 1990er Jahren die zahlreichen originellen unveröffentlichten Beiträge in seinen Notizbüchern untersucht. Hier fanden sich etwa Vorwegnahmen von Feynmans Pfadintegral, Arbeiten zu den Darstellungen der Lorentzgruppe, von denen ein Teil als Relativistische Theorie von Teilchen mit beliebigem inneren Drehimpuls  veröffentlicht wurde, die Eugene Wigner vorgriffen, zur Thomas-Fermi-Theorie des Atoms und zur Fano-Theorie in der Atomphysik. Nach Erinnerungen von Wick führte er lange vor 1933 auch unveröffentlichte Arbeiten zur Feldquantisierung aus, die Paulis und Weisskopfs Arbeiten von 1934 vorwegnahmen.
Sein Freund Giovanni Gentile publizierte 1942 in Scientia die einzige veröffentlichte nicht-physikalische Arbeit Majoranas, „Il valore delle leggi statistiche nella Fisica e nelle Scienze sociali“ (deutsch als „Die Bedeutung statistischer Gesetze in der Physik und den Gesellschaftswissenschaften“, in: Agamben, Was ist Wirklichkeit?).

## Andenken
In der Physik wurde in Würdigung seiner Arbeiten zur Theorie der Neutrinos der Majorana-Spinor nach ihm benannt, ebenso damit im Zusammenhang stehende Begriffe, wie das hypothetische Goldstone-Boson Majoron.
Das von Antonino Zichichi als Tagungszentrum für Theoretische Physik 1963 gegründete Centro di Cultura Scientifica Ettore Majorana in Erice auf Sizilien ist nach ihm benannt. Dort finden inzwischen auch Tagungen zu Medizin, Pharmazie, Seismologie, Rechtsgeschichte, Mittelalterarchäologie, oder Friedrich II. statt.
2006, 100 Jahre nach seiner Geburt, wurde von der Società Italiana di Fisica ein Sammelband seiner Arbeiten herausgegeben, und das Istituto Nazionale di Fisica Nucleare veranstaltete eine Majorana-Tagung in Catania. Die Open-Access-Fachzeitschrift Electronic Journal of Theoretical Physics gab einen Sonderband heraus und stiftete einen jährlich zu vergebenden Preis, die Majorana-Medaille.
Das Neutrino Ettore Majorana Observatory wurde nach Ettore Majorana benannt. 2015 wurde ein Asteroid nach ihm benannt: (29428) Ettoremajorana.

## Belletristik
- Burkhard Ziebolz: Das geheime Leben des Ettore Majorana. KBV, Hamm 2000, ISBN 3-934638-53-8 (fiktiver Roman).

## Film
- Das Verschwinden des Ettore Majorana (1986). Dokumentarfilm. Buch und Regie Fosco Dubini, Donatello Dubini. Dieser Film wurde von der Deutschen Film- und Medienbewertung FBW mit dem Prädikat besonders wertvoll ausgezeichnet.